# Salmaan Taseer
Salmaan Taseer (Urdu:سلمان تاثیر) född 31 maj 1944 i Shimla i brittiska Indien, död, mördad, 4 januari 2011, var en pakistansk affärsman och liberal politiker. Han var den 26:e guvernören i Punjab från 2008 fram tills han mördades 2011.
Taseer studerade vid St. Anthony's School och Government College i Lahore innan han flyttade till London där han studerade företagsekonomi vid  the Institute of Chartered Accountants in England and Wales. 
Taseer blev medlem i Pakistan Peoples Party på 1980-talet. Han valdes som representant för Lahore till provinsen Punjabs beslutande församling (Provincial Assembly of the Punjab) i 1988 års val, men blev inte återvald i valen 1990, 1993 och 1997. År 1994 startade han en finansmäklarfirma med stöd av Smith Barney, och 1996 grundade han Worldcall Group. Under 2000-talet gav han sig in i mediabranschen och lanserade tidningarna Business Plus och Daily Times.
Han tjänstgjorde som minister i expeditionsregeringen under 2008 års val med premiärminister Mian Soomro under Pervez Musharraf. Han utnämndes till guvernör i Punjab den 15 maj 2008, av den dåvarande presidenten Musharraf på begäran av premiärminister Yousaf Raza Gillani. Under sin tid som guvernör utvecklades han till en uttalad kritiker av Pakistans hädelselagar, och i enlighet med detta engagerade han sig för en frigivning av den hädelsedömda Asia Bibi.
Den 4 januari mördades han av sin livvakt Mumtaz Qadri, som inte kunde acceptera Taseers kritik av Pakistans hädelselagar. Qadri sköt honom 27 gånger med en AK-47 vid Koshar Market, nära Taseers hem i sektor F6 i Islamabad, när han återvände till sin bil efter att ha ätit lunch med en vän. Tidningen The Guardian beskrev mordet på Taseer som "en av de mest traumatiska händelserna i Pakistans moderna historia". En tre dagars landssorg proklamerades i Pakistan, och begravningsböner hölls i guvernörsbostaden i Lahore.
Mördaren Malik Mumtaz Hussain Qadri var från Punjab, och var en del av Taseers livvaktsstyrka. Efter skjutningen slängde Qadri ifrån sig sitt vapen på marken och höll upp sina händer medan en av hans kollegor siktade mot honom. Enligt uppgift anhöll han om att bli arresterad. Efter mordet uttalade mer än 500 religiösa ledare sitt stöd för brottet och yrkade på att Taseers begravning skulle bojkottas. Anhängare till Mumtaz Qadri hindrade polis som försökte föra honom till anti-terrorist-domstolen i Rawalpindi och några anhängare överströdde honom med rosenblad. Den 1 oktober 2011 dömdes Quadri till döden av en pakistansk antiterrorist-domstol i Islamabad för mordet. Han avrättades den 29 februari 2016.